# 2010年卢氏县特大洪灾
2010年卢氏县特大洪灾是指河南省三门峡市卢氏县于2010年7月23日晚上11时许突然遭遇的强降雨所导致的洪涝灾害。由于王振伟执政时期修建了洛河防洪大坝加之卢氏县政府从2007年的洪水中得到教训，在发生强降雨之前通知村民，使得人员遇难数相较于2007年卢氏县特大洪灾的96人大大减少，只有3人遇难。

## 影响
卢氏县农作物受灾面积5851.2公顷，绝收面积1465.1公顷，倒塌房屋5589间，损坏房屋7873间，造成直接经济损失12.9亿元。涧北沟河冲毁了朱阳关镇杜店村的大部分耕地，当地政府组织群众进行恢复良田工作。全县109所中小学不同程度受灾。

## 后续
截至8月2日16时，卢氏县已累计向灾区运送面粉191750公斤、食用油12390升、方便面5095箱、干面条6888公斤、单衣7000件、帐篷712顶、棉被2550条、药品18箱，确保了灾区群众有饭吃、有衣穿、有干净水喝、有地方居住、有病能得到及时医治，使全县受灾的159242名群众生活基本得到妥善安置。
8月3日，九三学社三门峡市委主委、市政协副主席、市地震局局长姚龙带领市地震局相关人员，奔赴卢氏灾区，察看了解灾情。